# Washingtonville (New York)
Washingtonville est un village du comté d'Orange, dans l'État de New York, aux États-Unis,. En 2020, il comptait une population de 5 657 habitants.

## Démographie
Lors du recensement de 2010, le village comptait une population de 5 899 habitants, tandis qu'elle s'élève à 5 657 habitants, en 2020.